# Occidozyga magnapustulosa
Espèce
Synonymes
- Micrixalus magnapustulosus Taylor & Elbel, 1958
- Phrynoglossus magnapustulosus (Taylor & Elbel, 1958)
- Occidozyga magnapustulosus (Taylor & Elbel, 1958)

Statut de conservation UICN

 LC  : Préoccupation mineure
Occidozyga magnapustulosa est une espèce d'amphibiens de la famille des Dicroglossidae.

## Répartition
Cette espèce est endémique de Thaïlande. Elle se rencontre dans les provinces de Nakhon Pathom, d'Ubon Ratchathani, de Loei et de Chiang Mai.
Sa présence est incertaine au Laos et au Viêt Nam.

## Publication originale
- (en) Taylor & Elbel, 1958 : Contribution to the herpetology of Thailand. University of Kansas Science Bulletin, vol. 38, no 2, p. 1033-1189 (texte intégral).